# Берёзово (Кировская область)
Берёзово — село в Юрьянском районе Кировской области России. Входит в состав Ивановского сельского поселения.

## География
Находится у речки Березовка на расстоянии примерно 15 километров на восток-северо-восток от районного центра посёлка Юрья.

## История
Основано в 1838 году, когда дозволено было построить деревянную Троицкую церковь.
Тёплая каменная Троицкая церковь была построена в 1870—1874 годах, холодая в 1878—1885 годах. В 1873 году учтено дворов 4 и жителей 56, в 1905 7 и 22 (еще 10 и 18 в починке Поддорофеевский), в 1926 30 и 82, в 1950 138 и 201. В 1989 году оставался 181 человек..

## Население
| 2010 |
| ---- |
| 22   |

Постоянное население составляло 116 человека (русские 98 %) в 2002 году, 22 в 2010.

## Инфраструктура
Личное подсобное хозяйство с зоной сельскохозяйственного использования, индивидуальная застройка усадебного типа.
Памятник Землякам, погибшим в годы Великой Отечественной войны
Троицкую церковь.

## Транспорт
Доступно село автотранспортом.